# Werner Peak
Der Werner Peak ist ein 1550 m hoher Berg im Nordosten des Palmerlands auf der Antarktischen Halbinsel. Er ist der höchste und markanteste Gipfel an der Südostseite des Mercator-Piedmont-Gletschers und ragt unmittelbar östlich des nördlichen Endes der Geländestufe Norwood Scarp auf. Besonderes Merkmal dieses Berges ist ein steilwandiger Bergkamm an seiner Nordflanke.
Wissenschaftler der United States Antarctic Service Expedition (1939–1941) fotografierten ihn am 28. September 1940 aus der Luft. Der Falkland Islands Dependencies Survey nahm 1958 Vermessungen vor. Das UK Antarctic Place-Names Committee benannte ihn 1962 nach dem deutschen Astronom und Mathematiker Johannes Werner (1468–1528), der 1514 vermutlich als Erster die Distanz von Sternen zum Mond zur Lösung des Längenproblems in der Navigation vorschlug.